# 石崎芳行
石崎芳行（いしざき よしゆき、1953年8月8日-）は、日本の研究者、実業家。東日本国際大学福島復興創世研究所 副所長・客員教授、元東京電力福島担当特別顧問。
東京電力では広報部長や福島第二原子力発電所の所長を歴任。2012年には高校の1年先輩にあたる廣瀬直己社長の下で副社長に昇格。福島第一原子力発電所事故に関する損害賠償や除染の迅速化を目的として2013年1月1日に発足した、同社の福島復興本社の代表を務めた。2019年4月より現職。

## 経歴
- 1953年8月8日 東京都に生まれる[2]。
- 1972年3月 - 東京都立新宿高等学校卒業。
- 1977年3月 - 慶應義塾大学法学部卒業。
- 1977年4月 - 東京電力に入社。
- 1997年7月 - 動力炉・核燃料開発事業団（現 日本原子力研究開発機構）に出向[3]。
- 1999年7月 - 東京電力に帰任し、神奈川支店営業部長に就任[3]。
- 2001年7月 - 電気事業連合会広報部長に就任[3]。
- 2004年6月 - 東京電力に帰任し、広報部長に就任[3]。
- 2007年6月 - 執行役員原子力・立地本部福島第二原子力発電所長に就任[3]。
- 2010年6月 - 執行役員原子力・立地本部副本部長兼立地地域部長に就任[3]。
- 2011年6月 - 福島原子力被災者支援対策本部副本部長を兼任[3]。
- 2012年6月 - 常務執行役に就任[3]。
- 2012年11月 - 代表執行役副社長に就任[3]。
- 2013年1月 - 福島復興本社代表に就任[3]。
- 2017年6月 - 福島担当特別顧問に就任。
- 2018年3月 - 福島担当特別顧問を退任。
- 2019年4月 - 東日本国際大学 福島復興創世研究所 副所長・客員教授に就任[1]。

## 人物
福島第二原子力発電所長在任中は、富岡町の社宅から発電所まで社用車で送迎される立場であったが、この土地の雰囲気を好み、途中4キロの道のりを歩いて白鳥を見ながら通勤していた。趣味は合気道であり、富岡町の武道場を借りて数人で合気道クラブを結成した。このクラブには町民も参加し、最終的には50人規模になった。定年退職後は富岡町に暮らすことを目指し、福島第一原子力発電所事故が発生した2011年3月12日には富岡町内のアパートの下見を予定していた。福島復興本社代表就任後は、同本社のある広野町のJヴィレッジに近い広野火力発電所の単身寮に暮らす。